# Gonzalo Prieto
Gonzalo Andrés Prieto Navarrete (n. 14 de febrero de 1982) es un sociólogo y político chileno. Entre 2014 y 2015 se desempeñó como  gobernador de la provincia de Iquique.

## Biografía

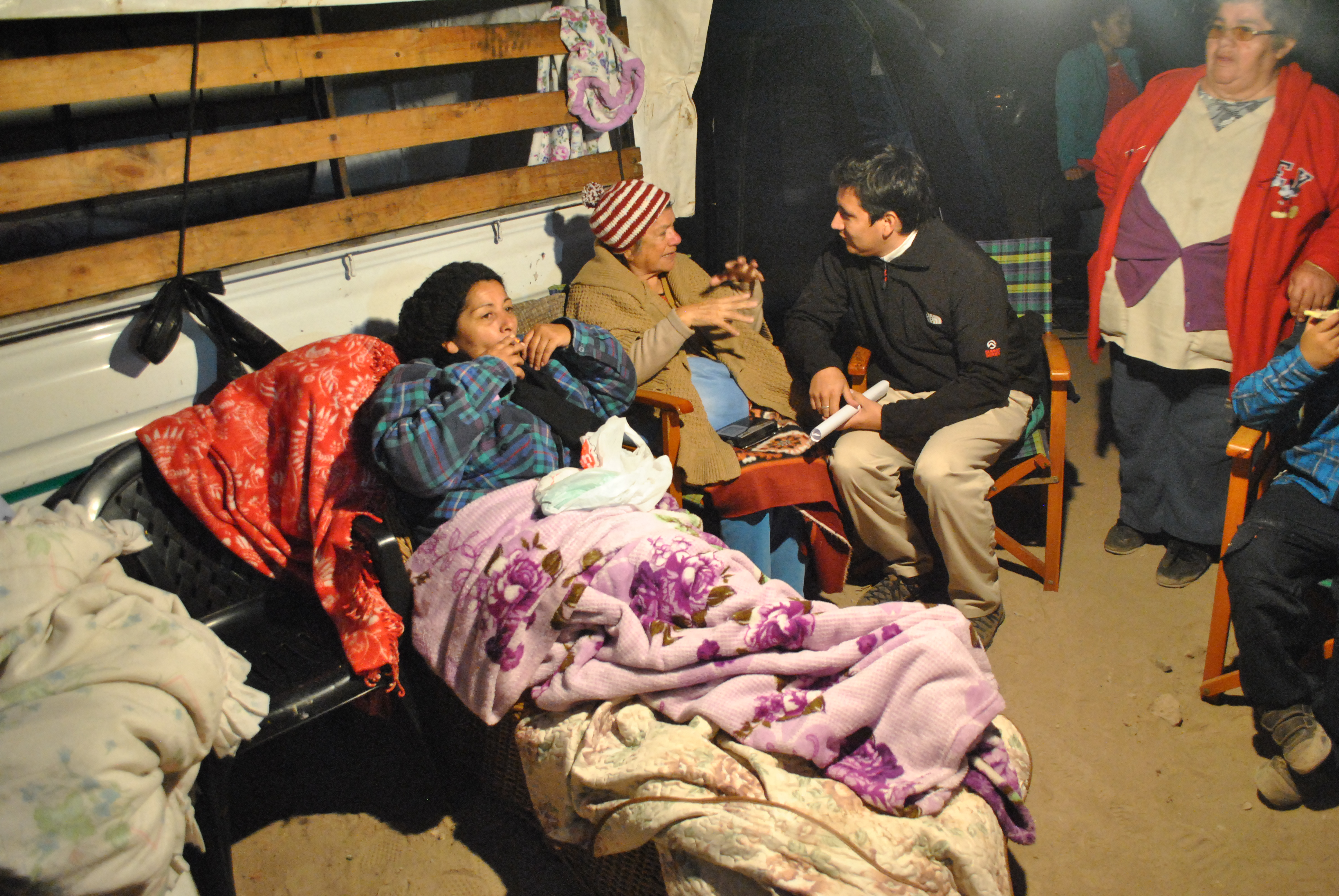
El gobernador Prieto visita a damnificados por el terremoto de Iquique de 2014.

Es sociólogo y máster en Medio Ambiente de la Universidad Complutense de Madrid. Consultor en materias sociales, económicas y medioambientales. 
Desde el año 2000 es militante del Partido por la Democracia, en el que fue dirigente juvenil y el consejero nacional adulto más joven de Chile. Fue candidato a concejal por Alto Hospicio en las elecciones municipales del 2012, sin resultar electo. 
El 11 de marzo de 2014 fue designado por la presidenta Michelle Bachelet como gobernador de la provincia de Iquique. A pocos días de asumir el cargo, debió enfrentar la emergencia provocada por el terremoto de Iquique de 2014, que dejó 6 muertos en la provincia a su haber. El 27 de octubre de 2015, se le solicitó su renuncia al cargo. Tras esto anuncio sus intenciones de ser candidato a alcalde por la comuna de Alto Hospicio para las elecciones municipales de 2016.